# Milk It
«Milk It» es una canción del álbum de 1993, titulado In Utero, del grupo musical de grunge Nirvana. La canción fue descrita por el cantautor y guitarrista Kurt Cobain como «el nuevo Nirvana». La letra discute la relación entre fan y artista, y explora temas del cuerpo femenino vistos en otras canciones del álbum.
La canción fue incluida como lado B del sencillo «Heart-Shaped Box». Una versión en vivo aparece en el álbum de 1996, titulado From the Muddy Banks of the Wishkah. Un demo fue incluido en el tercer disco del box set de rarezas With the Lights Out, lanzado en 2004.

## Versiones anteriores
«Milk It» fue interpretada en vivo por primera vez en el Estadio de Morumbi en Brasil el 16 de enero de 1993, En una lista de canciones aparece listado como «Milk Made».